# Трубицино (Марий Эл)
 Трубицыно  — деревня в Сернурском районе Республики Марий Эл. Входит в состав Казанского сельского поселения.

## География
Находится в северо-восточной части республики Марий Эл на расстоянии приблизительно 22 км на север-северо-запад от районного центра посёлка Сернур.

## История
Известна с 1782 года как починок Трубицын, гду проживали 44 мужчины, в 1795 году — 66 мужчин, русские. В 1876 году в 7 дворах проживали 54 жителя, в 1885 году в 34 дворах проживали 189 жителей. В 1925 году здесь проживали 235 человек. В 1935 году в деревне проживали 235 человек. В 1975 году в 15 хозяйствах проживали 45 человек, в 1988 году в 5 домах — 6 человек, в 1996 году в 3 домах — 3 человека. В советское время работали колхозы «Искра», имени Хрущёва, совхоз «Казанский».

## Население
Население составляло 0 человека в 2002 году, 1 в 2010.